# Calophaca
Calophaca é um género botânico pertencente à família Fabaceae.